# ガレッジセールのぐるーりニッポン
『ガレッジセールのぐるーりニッポン』は、ニッポン放送で2015年10月9日から2019年3月22日まで放送されたトーク番組。

## 番組概要
この番組では、日本全国を巡っているお笑いコンビのガレッジセールが、旅好き・「旅にゆかりのある」それぞれのゲストとともに、国内旅行をテーマにトークを繰り広げるものだった。
番組は2019年3月22日をもって3年半の番組の歴史に終止符が打たれたが、2019年6月22日に『ガレッジセールのぐるーりニッポン～令和元年オススメ夏旅スペシャル～』として復活放送を行った。

## 出演者

### パーソナリティ
- ガレッジセール

## 放送時間
- 金曜 21:00 - 21:50 (2015年10月 - 2016年3月、2016年10月 - 2017年3月、2017年10月 - 2018年3月)
- 月曜 18:40 - 19:00 (2018年4月 - 2018年10月)
- 金曜 21:30 - 21:50 (2018年10月 - 2019年3月)